# Adoudou Konaté
Pour les articles homonymes, voir Konaté.
Adoudou Konaté, née le 14 avril 1994, est une footballeuse internationale malienne évoluant au poste de gardienne de but. 

## Carrière

### En club
Adoudou Konaté est la capitaine des Super Lionnes.

### En sélection
Elle est sélectionnée pour participer à la Coupe d'Afrique des nations féminine 2018 avec l'équipe du Mali qui termine à la quatrième place du tournoi. Elle joue cinq matchs dans cette compétition alors qu'elle n'a lors de l'annonce de la liste qu'un statut de remplaçante.